# Анченки
Анченки — деревня в Опочецком районе Псковской области России. Входит в состав Макушинской волости Опочецкого района.
Расположена в 24 км к юго-западу от города Опочка, на берегу реки Исса.
Численность населения по состоянию на 2000 год составляла 27 жителей, на 2012 год — 21 житель.
До 2006 года входила в состав Петровской волости с центром в д. Макушино.